# NHL 2023/24
Die NHL-Saison 2023/24 war die 107. Spielzeit der National Hockey League (NHL). Die reguläre Saison begann am 10. Oktober 2023 und endete am 18. April 2024 mit dem Gewinn der Presidents’ Trophy durch die New York Rangers. Topscorer und somit Gewinner der Art Ross Trophy wurde Nikita Kutscherow von den Tampa Bay Lightning. Die Maurice Richard Trophy als bester Torschütze der Liga erhielt Auston Matthews von den Toronto Maple Leafs, während Nathan MacKinnon von der Colorado Avalanche mit der Hart Memorial Trophy und dem Ted Lindsay Award als wertvollster Spieler der Saison ausgezeichnet wurde.
Die Stanley-Cup-Playoffs 2024 begannen am 20. April 2024 und endeten am 24. Juni 2024 mit dem 4:3-Erfolg der Florida Panthers gegen die Edmonton Oilers.

## Ligabetrieb

### Gehaltsobergrenze
Die Gehaltsobergrenze (Salary Cap) wurde für die Saison 2023/24 auf 83,5 Millionen Dollar angehoben.

### Veranstaltungen
Auch in dieser Saison wurden im Rahmen der NHL Global Series 2023 wieder insgesamt vier Spiele der Hauptrunde in Europa ausgetragen. Diese fanden an vier aufeinanderfolgenden Tagen zwischen dem 16. und 19. November 2023 in der Avicii Arena in Stockholm statt, wobei sich Detroit und Ottawa, Detroit und Toronto, Ottawa und Minnesota und schließlich Minnesota und Toronto gegenüberstanden. Unter freiem Himmel wurde das NHL Heritage Classic 2023, das siebte seiner Art, am 29. Oktober 2023 im Commonwealth Stadium zwischen den Edmonton Oilers und Calgary Flames ausgetragen, ebenso wie das traditionelle NHL Winter Classic 2024 am 1. Januar 2024 im T-Mobile Park zwischen den Seattle Kraken und Vegas Golden Knights. Anschließend waren die Toronto Maple Leafs Gastgeber des NHL All-Star Game 2024 in der Scotiabank Arena am 3. Februar 2024. Als weitere Freiluftspiele fanden in der Folge zwei Partien im Rahmen der NHL Stadium Series 2024 am 17. und 18. Februar 2024 im MetLife Stadium stattfinden, wobei sich erst die Philadelphia Flyers und New Jersey Devils sowie tags darauf die New York Rangers und New York Islanders gegenüberstanden.

### Arenen
Im September 2023 fanden die Florida Panthers einen neuen Sponsor für ihre Heimspielstätte, sodass diese fortan unter dem Namen Amerant Bank Arena firmiert.

## Entry Draft
Der NHL Entry Draft 2023 fand am 28. und 29. Juni 2023 in der Bridgestone Arena in Nashville im US-Bundesstaat Tennessee statt. Mit dem First Overall Draft Pick wählten die Chicago Blackhawks den kanadischen Angreifer Connor Bedard aus, gefolgt vom Schweden Leo Carlsson für die Anaheim Ducks sowie vom Kanadier Adam Fantilli für die Columbus Blue Jackets. Insgesamt wurden in sieben Runden 224 Spieler von den NHL-Teams gedraftet.

### Top-5-Picks
| #  | Spieler          | Nationalität       | Position | NHL-Team              | College-/Junioren-/Profi-Team |
| -- | ---------------- | ------------------ | -------- | --------------------- | ----------------------------- |
| 1. | Connor Bedard    | Kanada             | C        | Chicago Blackhawks    | Regina Pats (WHL)             |
| 2. | Leo Carlsson     | Schweden           | C        | Anaheim Ducks         | Örebro HK (SHL)               |
| 3. | Adam Fantilli    | Kanada             | C        | Columbus Blue Jackets | Michigan Wolverines (NCAA)    |
| 4. | Will Smith       | Vereinigte Staaten | C        | San Jose Sharks       | USA Hockey NTDP (USHL)        |
| 5. | David Reinbacher | Osterreich         | D        | Canadiens de Montréal | EHC Kloten (National League)  |

## Reguläre Saison

### Tabellen
Abkürzungen: GP = Spiele, W = Siege, L = Niederlagen, OTL = Niederlage nach Overtime bzw. Shootout, GF = Erzielte Tore, GA = Gegentore, Pts = Punkte

Erläuterungen:  = Playoff-Qualifikation,  = Conference-Sieger,  = Presidents’-Trophy-Gewinner

#### Eastern Conference

##### Atlantic Division
| Rang | Atlantic Division   | GP | W  | L  | OTL | GF  | GA  | Pts |
| ---- | ------------------- | -- | -- | -- | --- | --- | --- | --- |
| 1.   | Florida Panthers    | 82 | 52 | 24 | 6   | 268 | 200 | 110 |
| 2.   | Boston Bruins       | 82 | 47 | 20 | 15  | 267 | 224 | 109 |
| 3.   | Toronto Maple Leafs | 82 | 46 | 26 | 10  | 303 | 263 | 102 |

##### Metropolitan Division
| Rang | Metropolitan Division | GP | W  | L  | OTL | GF  | GA  | Pts |
| ---- | --------------------- | -- | -- | -- | --- | --- | --- | --- |
| 1.   | New York Rangers      | 82 | 55 | 23 | 4   | 282 | 229 | 114 |
| 2.   | Carolina Hurricanes   | 82 | 52 | 23 | 7   | 279 | 216 | 111 |
| 3.   | New York Islanders    | 82 | 39 | 27 | 16  | 246 | 263 | 94  |

##### Wild-Card-Teams
| Rang | Wild-Card-Teams       | Division | GP | W  | L  | OTL | GF  | GA  | Pts |
| ---- | --------------------- | -------- | -- | -- | -- | --- | --- | --- | --- |
| 1.   | Tampa Bay Lightning   | ATL      | 82 | 45 | 29 | 8   | 291 | 268 | 98  |
| 2.   | Washington Capitals   | MET      | 82 | 40 | 31 | 11  | 220 | 257 | 91  |
|      |                       |          |    |    |    |     |     |     |     |
| 3.   | Detroit Red Wings     | ATL      | 82 | 41 | 32 | 9   | 278 | 274 | 91  |
| 4.   | Pittsburgh Penguins   | MET      | 82 | 38 | 32 | 12  | 255 | 251 | 88  |
| 5.   | Philadelphia Flyers   | MET      | 82 | 38 | 33 | 11  | 235 | 261 | 87  |
| 6.   | Buffalo Sabres        | ATL      | 82 | 39 | 37 | 6   | 246 | 244 | 84  |
| 7.   | New Jersey Devils     | MET      | 82 | 38 | 39 | 5   | 264 | 283 | 81  |
| 8.   | Ottawa Senators       | ATL      | 82 | 37 | 41 | 4   | 255 | 281 | 78  |
| 9.   | Canadiens de Montréal | ATL      | 82 | 30 | 36 | 16  | 236 | 289 | 76  |
| 10.  | Columbus Blue Jackets | MET      | 82 | 27 | 43 | 12  | 237 | 300 | 66  |

#### Western Conference

##### Central Division
| Rang | Central Division   | GP | W  | L  | OTL | GF  | GA  | Pts |
| ---- | ------------------ | -- | -- | -- | --- | --- | --- | --- |
| 1.   | Dallas Stars       | 82 | 52 | 21 | 9   | 298 | 234 | 113 |
| 2.   | Winnipeg Jets      | 82 | 52 | 24 | 6   | 259 | 199 | 110 |
| 3.   | Colorado Avalanche | 82 | 50 | 25 | 7   | 304 | 254 | 107 |

##### Pacific Division
| Rang | Pacific Division  | GP | W  | L  | OTL | GF  | GA  | Pts |
| ---- | ----------------- | -- | -- | -- | --- | --- | --- | --- |
| 1.   | Vancouver Canucks | 82 | 50 | 23 | 9   | 279 | 223 | 109 |
| 2.   | Edmonton Oilers   | 82 | 49 | 27 | 6   | 294 | 237 | 104 |
| 3.   | Los Angeles Kings | 82 | 44 | 27 | 11  | 256 | 215 | 99  |

##### Wild-Card-Teams
| Rang | Wild-Card-Teams      | Division | GP | W  | L  | OTL | GF  | GA  | Pts |
| ---- | -------------------- | -------- | -- | -- | -- | --- | --- | --- | --- |
| 1.   | Nashville Predators  | CEN      | 82 | 47 | 30 | 5   | 269 | 248 | 99  |
| 2.   | Vegas Golden Knights | PAC      | 82 | 45 | 29 | 8   | 267 | 245 | 98  |
|      |                      |          |    |    |    |     |     |     |     |
| 3.   | St. Louis Blues      | CEN      | 82 | 43 | 33 | 6   | 239 | 250 | 92  |
| 4.   | Minnesota Wild       | CEN      | 82 | 39 | 34 | 9   | 251 | 263 | 87  |
| 5.   | Calgary Flames       | PAC      | 82 | 38 | 39 | 5   | 253 | 271 | 81  |
| 6.   | Seattle Kraken       | PAC      | 82 | 34 | 35 | 13  | 217 | 236 | 81  |
| 7.   | Arizona Coyotes      | CEN      | 82 | 36 | 41 | 5   | 256 | 274 | 77  |
| 8.   | Anaheim Ducks        | PAC      | 82 | 27 | 50 | 5   | 204 | 295 | 59  |
| 9.   | Chicago Blackhawks   | CEN      | 82 | 23 | 56 | 6   | 179 | 290 | 52  |
| 10.  | San Jose Sharks      | PAC      | 82 | 19 | 54 | 9   | 181 | 331 | 47  |

### Beste Scorer

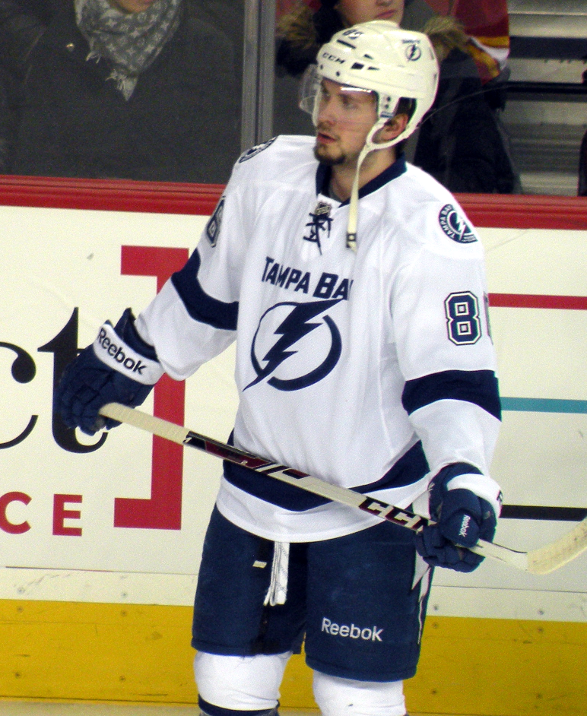
Nikita Kutscherow, bester Scorer und Gewinner der Art Ross Trophy.

Nikita Kutscherow führte die Scorerliste dieses Jahres mit 144 Punkten an und gewann somit nach 2019 seine zweite Art Ross Trophy. Gemeinsam mit dem drittplatzierten Connor McDavid erreichte er zudem 100 Torvorlagen, was in der Ligahistorie bisher nur Wayne Gretzky, Mario Lemieux und Bobby Orr gelungen war. Bester Torschütze und Gewinner der Maurice Richard Trophy wurde zum dritten Mal in den letzten vier Jahren Auston Matthews, der mit 69 Treffern so viele Tore erzielte wie zuletzt Lemieux in der Saison 1995/96. Punktbester Abwehrspieler wurde derweil Quinn Hughes von den Vancouver Canucks, der sich mit 92 Punkten knapp vor Cale Makar (90) platzierte. Die Plus/Minus-Statistik führte derweil Gustav Forsling mit einem Wert von +56 an.
Abkürzungen: Sp = Spiele, T = Tore, V = Assists, Pkt = Punkte, +/− = Plus/Minus, SM = Strafminuten; Fett: Bestwert
| Spieler           | Mannschaft          | Sp | T  | V   | Pkt | +/− | SM |
| ----------------- | ------------------- | -- | -- | --- | --- | --- | -- |
| Nikita Kutscherow | Tampa Bay Lightning | 81 | 44 | 100 | 144 | +8  | 22 |
| Nathan MacKinnon  | Colorado Avalanche  | 82 | 51 | 89  | 140 | +35 | 42 |
| Connor McDavid    | Edmonton Oilers     | 76 | 32 | 100 | 132 | +35 | 30 |
| Artemi Panarin    | New York Rangers    | 82 | 49 | 71  | 120 | +18 | 24 |
| David Pastrňák    | Boston Bruins       | 82 | 47 | 63  | 110 | +21 | 47 |
| Auston Matthews   | Toronto Maple Leafs | 81 | 69 | 38  | 107 | +31 | 20 |
| Leon Draisaitl    | Edmonton Oilers     | 81 | 41 | 65  | 106 | +26 | 76 |
| Mikko Rantanen    | Colorado Avalanche  | 80 | 42 | 62  | 104 | +19 | 50 |
| J. T. Miller      | Vancouver Canucks   | 81 | 37 | 66  | 103 | +32 | 58 |
| William Nylander  | Toronto Maple Leafs | 82 | 40 | 58  | 98  | +1  | 24 |

### Beste Torhüter
Die kombinierte Tabelle zeigt die jeweils drei besten Torhüter in den Kategorien Gegentorschnitt und Fangquote sowie die jeweils Führenden in den Kategorien Shutouts und Siege.
Abkürzungen: GP = Spiele, TOI = Eiszeit (in Minuten), W = Siege, L = Niederlagen, OTL = Overtime-Niederlagen, GA = Gegentore, SO = Shutouts, Sv% = gehaltene Schüsse (in %), GAA = Gegentorschnitt; Fett: Saisonbestwert
Es werden nur Torhüter erfasst, die mindestens 25 Spiele absolviert haben. Sortiert nach bestem Gegentorschnitt.
| Spieler             | Team                | GP | TOI     | W  | L  | OTL | GA  | SO | Sv%  | GAA  |
| ------------------- | ------------------- | -- | ------- | -- | -- | --- | --- | -- | ---- | ---- |
| Anthony Stolarz     | Florida Panthers    | 27 | 1506:27 | 16 | 7  | 2   | 51  | 2  | 92,5 | 2,03 |
| Pjotr Kotschetkow   | Carolina Hurricanes | 42 | 2371:29 | 23 | 13 | 4   | 92  | 4  | 91,1 | 2,33 |
| Sergei Bobrowski    | Florida Panthers    | 58 | 3414:14 | 36 | 17 | 4   | 135 | 6* | 91,5 | 2,37 |
| Connor Hellebuyck   | Winnipeg Jets       | 60 | 3567:20 | 37 | 19 | 4   | 142 | 5  | 92,1 | 2,39 |
| Alexander Georgijew | Colorado Avalanche  | 63 | 3637:57 | 38 | 18 | 5   | 183 | 2  | 89,7 | 3,02 |

*Charlie Lindgren, Tristan Jarry und Connor Ingram verzeichneten ebenfalls 6 Shutouts.

### Beste Rookiescorer
Connor Bedard führte die Rookie-Scorerliste mit 61 Punkten an, wurde mit 22 Treffern zugleich bester Torjäger und teilte sich den Titel des besten Vorlagengebers mit Brock Faber, der ebenfalls 39 Assists erreicht hatte. Punktbester Abwehrspieler unter den Neulingen der Liga wurde derweil Luke Hughes mit 47 Punkten.
Abkürzungen: Sp = Spiele, T = Tore, V = Assists, Pkt = Punkte, +/− = Plus/Minus, SM = Strafminuten; Fett: Bestwert
| Spieler       | Mannschaft         | Sp | T  | V  | Pkt | +/− | SM |
| ------------- | ------------------ | -- | -- | -- | --- | --- | -- |
| Connor Bedard | Chicago Blackhawks | 68 | 22 | 39 | 61  | −44 | 28 |
| Luke Hughes   | New Jersey Devils  | 82 | 9  | 38 | 47  | −25 | 28 |
| Brock Faber   | Minnesota Wild     | 82 | 8  | 39 | 47  | −1  | 26 |
| Logan Cooley  | Arizona Coyotes    | 82 | 20 | 24 | 44  | −13 | 18 |
| Marco Rossi   | Minnesota Wild     | 82 | 21 | 19 | 40  | −4  | 47 |

## Stanley-Cup-Playoffs
|  | Conference-Viertelfinale | Conference-Viertelfinale | Conference-Viertelfinale |    |                     | Conference-Halbfinale | Conference-Halbfinale | Conference-Halbfinale |  |  | Conference-Finale | Conference-Finale | Conference-Finale |  |  | Stanley-Cup-Finale | Stanley-Cup-Finale | Stanley-Cup-Finale |
|  |                          |                          |                          |    |                     |                       |                       |                       |  |  |                   |                   |                   |  |  |                    |                    |                    |
|  | A1                       | Florida Panthers         | 4                        |    |                     |                       |                       |                       |  |  |                   |                   |                   |  |  |                    |                    |                    |
|  | EWC1                     | Tampa Bay Lightning      | 1                        |    |                     |                       |                       |                       |  |  |                   |                   |                   |  |  |                    |                    |                    |
|  | EWC1                     | Tampa Bay Lightning      | 1                        | A1 | Florida Panthers    | 4                     |                       |                       |  |  |                   |                   |                   |  |  |                    |                    |                    |
|  |                          |                          |                          | A1 | Florida Panthers    | 4                     | Eastern Conference    |                       |  |  |                   |                   |                   |  |  |                    |                    |                    |
|  |                          | A2                       | Boston Bruins            | 2  |                     |                       |                       |                       |  |  |                   |                   |                   |  |  |                    |                    |                    |
|  | A2                       | A2                       | Boston Bruins            | 2  | Boston Bruins       | 4                     |                       |                       |  |  |                   |                   |                   |  |  |                    |                    |                    |
|  | A2                       |                          |                          |    | Boston Bruins       | 4                     |                       |                       |  |  |                   |                   |                   |  |  |                    |                    |                    |
|  | A3                       | Toronto Maple Leafs      | 3                        |    |                     |                       |                       |                       |  |  |                   |                   |                   |  |  |                    |                    |                    |
|  | A3                       | Toronto Maple Leafs      | 3                        | A1 | Florida Panthers    | 4                     |                       |                       |  |  |                   |                   |                   |  |  |                    |                    |                    |
|  |                          |                          |                          |    |                     |                       |                       |                       |  |  |                   |                   |                   |  |  |                    |                    |                    |
|  |                          | M1                       | New York Rangers         | 2  |                     |                       |                       |                       |  |  |                   |                   |                   |  |  |                    |                    |                    |
|  | M1                       | M1                       | New York Rangers         | 2  | New York Rangers    | 4                     |                       |                       |  |  |                   |                   |                   |  |  |                    |                    |                    |
|  | M1                       |                          |                          |    | New York Rangers    | 4                     |                       |                       |  |  |                   |                   |                   |  |  |                    |                    |                    |
|  | EWC2                     | Washington Capitals      | 0                        |    |                     |                       |                       |                       |  |  |                   |                   |                   |  |  |                    |                    |                    |
|  | EWC2                     | Washington Capitals      | 0                        | M1 | New York Rangers    | 4                     |                       |                       |  |  |                   |                   |                   |  |  |                    |                    |                    |
|  |                          |                          |                          | M1 | New York Rangers    | 4                     |                       |                       |  |  |                   |                   |                   |  |  |                    |                    |                    |
|  |                          | M2                       | Carolina Hurricanes      | 2  |                     |                       |                       |                       |  |  |                   |                   |                   |  |  |                    |                    |                    |
|  | M2                       | M2                       | Carolina Hurricanes      | 2  | Carolina Hurricanes | 4                     |                       |                       |  |  |                   |                   |                   |  |  |                    |                    |                    |
|  | M2                       |                          |                          |    | Carolina Hurricanes | 4                     |                       |                       |  |  |                   |                   |                   |  |  |                    |                    |                    |
|  | M3                       | New York Islanders       | 1                        |    |                     |                       |                       |                       |  |  |                   |                   |                   |  |  |                    |                    |                    |
|  | M3                       | New York Islanders       | 1                        | A1 | Florida Panthers    | 4                     |                       |                       |  |  |                   |                   |                   |  |  |                    |                    |                    |
|  |                          |                          |                          |    |                     |                       |                       |                       |  |  |                   |                   |                   |  |  |                    |                    |                    |
|  |                          | P2                       | Edmonton Oilers          | 3  |                     |                       |                       |                       |  |  |                   |                   |                   |  |  |                    |                    |                    |
|  | C1                       | P2                       | Edmonton Oilers          | 3  | Dallas Stars        | 4                     |                       |                       |  |  |                   |                   |                   |  |  |                    |                    |                    |
|  | C1                       |                          |                          |    | Dallas Stars        | 4                     |                       |                       |  |  |                   |                   |                   |  |  |                    |                    |                    |
|  | WWC2                     | Vegas Golden Knights     | 3                        |    |                     |                       |                       |                       |  |  |                   |                   |                   |  |  |                    |                    |                    |
|  | WWC2                     | Vegas Golden Knights     | 3                        | C1 | Dallas Stars        | 4                     |                       |                       |  |  |                   |                   |                   |  |  |                    |                    |                    |
|  |                          |                          |                          | C1 | Dallas Stars        | 4                     |                       |                       |  |  |                   |                   |                   |  |  |                    |                    |                    |
|  |                          | C3                       | Colorado Avalanche       | 2  |                     |                       |                       |                       |  |  |                   |                   |                   |  |  |                    |                    |                    |
|  | C2                       | C3                       | Colorado Avalanche       | 2  | Winnipeg Jets       | 1                     |                       |                       |  |  |                   |                   |                   |  |  |                    |                    |                    |
|  | C2                       |                          |                          |    | Winnipeg Jets       | 1                     |                       |                       |  |  |                   |                   |                   |  |  |                    |                    |                    |
|  | C3                       | Colorado Avalanche       | 4                        |    |                     |                       |                       |                       |  |  |                   |                   |                   |  |  |                    |                    |                    |
|  | C3                       | Colorado Avalanche       | 4                        | C1 | Dallas Stars        | 2                     |                       |                       |  |  |                   |                   |                   |  |  |                    |                    |                    |
|  |                          |                          |                          |    |                     |                       |                       |                       |  |  |                   |                   |                   |  |  |                    |                    |                    |
|  |                          | P2                       | Edmonton Oilers          | 4  |                     |                       |                       |                       |  |  |                   |                   |                   |  |  |                    |                    |                    |
|  | P1                       | P2                       | Edmonton Oilers          | 4  | Vancouver Canucks   | 4                     |                       |                       |  |  |                   |                   |                   |  |  |                    |                    |                    |
|  | P1                       |                          |                          |    | Vancouver Canucks   | 4                     |                       |                       |  |  |                   |                   |                   |  |  |                    |                    |                    |
|  | WWC1                     | Nashville Predators      | 2                        |    |                     |                       |                       |                       |  |  |                   |                   |                   |  |  |                    |                    |                    |
|  | WWC1                     | Nashville Predators      | 2                        | P1 | Vancouver Canucks   | 3                     |                       |                       |  |  |                   |                   |                   |  |  |                    |                    |                    |
|  |                          |                          |                          | P1 | Vancouver Canucks   | 3                     | Western Conference    |                       |  |  |                   |                   |                   |  |  |                    |                    |                    |
|  |                          | P2                       | Edmonton Oilers          | 4  |                     |                       |                       |                       |  |  |                   |                   |                   |  |  |                    |                    |                    |
|  | P2                       | P2                       | Edmonton Oilers          | 4  | Edmonton Oilers     | 4                     |                       |                       |  |  |                   |                   |                   |  |  |                    |                    |                    |
|  | P2                       |                          |                          |    | Edmonton Oilers     | 4                     |                       |                       |  |  |                   |                   |                   |  |  |                    |                    |                    |
|  | P3                       | Los Angeles Kings        | 1                        |    |                     |                       |                       |                       |  |  |                   |                   |                   |  |  |                    |                    |                    |

## NHL Awards und vergebene Trophäen
| Auszeichnung                          | Auszeichnung              | Team                |
| ------------------------------------- | ------------------------- | ------------------- |
| Stanley Cup                           | Stanley Cup               | Florida Panthers    |
| Clarence S. Campbell Bowl             | Clarence S. Campbell Bowl | Edmonton Oilers     |
| Prince of Wales Trophy                | Prince of Wales Trophy    | Florida Panthers    |
| Presidents’ Trophy                    | Presidents’ Trophy        | New York Rangers    |
| Auszeichnung                          | Spieler                   | Team                |
| Art Ross Trophy                       | Nikita Kutscherow         | Tampa Bay Lightning |
| Bill Masterton Memorial Trophy        | Connor Ingram             | Arizona Coyotes     |
| Calder Memorial Trophy                | Connor Bedard             | Chicago Blackhawks  |
| Conn Smythe Trophy                    | Connor McDavid            | Edmonton Oilers     |
| Frank J. Selke Trophy                 | Aleksander Barkov         | Florida Panthers    |
| Hart Memorial Trophy                  | Nathan MacKinnon          | Colorado Avalanche  |
| Jack Adams Award                      | Rick Tocchet              | Vancouver Canucks   |
| James Norris Memorial Trophy          | Quinn Hughes              | Vancouver Canucks   |
| King Clancy Memorial Trophy           | Anders Lee                | New York Islanders  |
| Lady Byng Memorial Trophy             | Jaccob Slavin             | Carolina Hurricanes |
| Mark Messier Leadership Award         | Jacob Trouba              | New York Rangers    |
| Maurice ‚Rocket‘ Richard Trophy       | Auston Matthews           | Toronto Maple Leafs |
| NHL General Manager of the Year Award | Jim Nill                  | Dallas Stars        |
| NHL Plus/Minus Award (inoffiziell)    | Gustav Forsling           | Florida Panthers    |
| Ted Lindsay Award                     | Nathan MacKinnon          | Colorado Avalanche  |
| Vezina Trophy                         | Connor Hellebuyck         | Winnipeg Jets       |
| William M. Jennings Trophy            | Connor Hellebuyck         | Winnipeg Jets       |

### All-Star-Teams
| First All-Star-Team |                                                       |
| Angriff:            | Artemi Panarin – Nathan MacKinnon – Nikita Kutscherow |
| Verteidigung:       | Quinn Hughes – Roman Josi                             |
| Tor:                | Connor Hellebuyck                                     |

| Second All-Star-Team |                                                  |
| Angriff:             | Filip Forsberg – Connor McDavid – David Pastrňák |
| Verteidigung:        | Adam Fox – Cale Makar                            |
| Tor:                 | Thatcher Demko                                   |

### All-Rookie-Team
| All-Rookie-Team |                                            |
| Angriff:        | Connor Bedard – Logan Cooley – Marco Rossi |
| Verteidigung:   | Brock Faber – Luke Hughes                  |
| Tor:            | Pjotr Kotschetkow                          |